# 淫皇覇伝アマツ -白濁の呪印-
『淫皇覇伝アマツ〜白濁の呪印〜』（いんおうはでんアマツ はくだくのじゅいん）は、アトリエかぐや DREIZEHNが2006年9月26日に発売したアダルトゲームである。

## 概要
本作は『アイオーン・シリーズ』の二作目で、『マジカルウィッチアカデミー』の約500年前の物語である。そのため、ヴェラ・フラウは共通して語られる同一人物であり、『マジカルウィッチアカデミー』の主要人物であるシズナ・カドクラの祖先が登場する。

## ストーリー
太古の昔、永きに渡り平和が続いた島国「アマツ」に軍事国家ブレビスが侵略を開始した。圧倒的戦力にアマツは滅び、皇族の生き残りである皇子、セイト・タチバナはブレビスの参謀長に淫呪をかけられる。国の奪還と再建を図るべく、セイトは忌まわしき呪いに苦しみながらもアマツに伝わる5つの「聖銃」を探すべく仲間と共に旅に出た。

## 登場人物

### セイト一行
セイト・タチバナ
物語の主人公で、父帝・ハセミツに代わりアマツ時期15代天帝になる予定だったが、その前日に軍事国家ブレビスが侵略、応戦もむなしく敗れ、敵参謀長・プレッツェルに「淫呪」をかけられつつ逃走する。国の奪還と再建を誓いアマツに言い伝えられる「聖銃」を探しに仲間達と旅をする。
性格はまじめで文武両道、皇家の流派「神気覇皇流」を免許皆伝している。
ゲンジ・タチバナ
淫呪によりセイトの中に入っている魂魄で、セイトの祖父で13代天帝。長期間の戦闘による昂揚と疲労に淫呪の力は増幅され、セイトの精神を飲み込み始め、ゲンジが現れる。代々魂にヘル＝ゲートを宿しているタチバナ皇家のなかで最も巨大なヘル＝ゲートを宿し、また完全制御できた事にプレッツェルが目を付け、セイトを触媒にしようと淫呪をかけた。
かつてはアマツを暴力と恐怖で支配していた暴君であり、武術家としても一騎当千に等しく、門外不出とされる皇家の裏流派「悪鬼滅殺流」の歴代最強の使い手でもある。「敵は非道の限りを尽くして屠り、女は容赦なく犯す」とアマツのみならず近辺諸国からも恐れられていたが、30年前に寝込みを部下に襲われ死亡した。
現れた時のゲンジは「鬼」そのもの、敵をただ殺さず、ひたすら嬲り尽くして殺すという非情なものであり、解呪しない限り殺戮の限りを尽くす。
しかし、実は当時内乱が続き権力者の腐敗が横行していたアマツを統一し、近辺諸国から攻められぬようにしようと自ら暴君となった故であり（陵辱癖は元来の性格だが）、覇権を握り、国の地盤が充分に固まったら民のために良政をしようと考えていた。そして地盤が固まり国民に念願であった「太平宣告」をしようと一眠りしていた時に部下であったゲンユウに殺害された。現れたゲンジが殺戮の限りを尽くすのも、淫呪の影響のためである。
サヤ・カムロキ声：青川ナガレ
ナクル村の陽明神社の巫女姉妹の姉でセイトとは幼馴染。札を操る「符術師」として優れ、薬師としても優秀で、淫呪の暴走を止めるためにセイトの旅に同伴する。
性格は温厚でおしとやかだが、怒らせると怖い。
ナツメ・カムロキ声：北都南
ナクル村の陽明神社の巫女姉妹の妹だが、巫女として優れている姉にコンプレックスを持っており、自分には巫女としての才能がないとくの一の道を選んで修行をしている。
性格は活発で努力家、時折相手を思いやる優しい一面も持つ。
セラ・ミカナギ声：かわしまりの
アマツの西方に位置するクシナダの第一皇女。国教の分派である「裏天霊教」の巫女を務めており、魔導・治癒魔法に精通しているが、異界の魔法を追求するあまり、「森羅教」と名乗る邪教団の教祖となった過去がある。
作中ゲンジ・タチバナの魂に触れた事により「本心」を知り、初めて理解した人物でもあり、ゲンジの事を可哀想にとも思っている。
トウカ・カドクラ声：白井綾乃
アマツ国の名家カドクラ家の者で、アマツ天都・第一師団団長。「静かなる暴風騎士」の名を持つ騎士団長であり、面倒見があり部下からも慕われている。未亡人で、プレビスの将校であるカナデの母親でもある。
風龍静厳カドクラ流武術の正統継承者でもあり、陣風丸を装備すればヴァーラルと互角に戦えるほどの実力がある。
アマツがプレビスの手に落ちた後に行方不明のセイトを探し出し、セイト一行に加わる。
魔族の身体で作られた意思を持つ甲冑｢陣風丸｣を従え、戦闘時には父の遺品である大剣「雷閃」で戦う。
500年後、子孫であるシズナ・カドクラが『マジカルウィッチアカデミー』の舞台であるウィザーディア魔法学院へ入学する事となる。
イズナ声：草柳順子
セイト一行が立ち寄った茶屋で飼われていた子狐が、セイトの淫呪の影響で半人半妖の姿となり、セイト一行についていく事になる。
肉体的に成熟しているが精神的に子供で、道中無邪気に困らせることも度々ある。
その正体はアマツ創造神の眷属である支柱神の一人で、九尾の狐の化身「イズナ・ツキノミヤ・イマリ」であり、アマツの動乱の元凶を封印する使命を与えられ地上に降りてきたが、あと一歩のところで失敗し、狐の姿に封印されていたところをセイトにより奇跡的に姿を取り戻した。最終決戦にて完全に記憶を取り戻し、セイト達の手助けをする。

### 軍事国家ブレビス
コルム・マンフレート・ブレビス
軍事国家ブレビスの「少年帝」。本国では国と民を思う良き皇帝だったが、突如緋の国とアマツの侵攻を宣言、自ら総指揮をとった。
実はヴェラ・フラウとプレッツェルに洗脳されており、終盤で洗脳が解けた後、セイトとアマツ国民に謝罪をし、アマツと和睦を結んだ。
プレッツェル声：大波こなみ
ブレビスの神官でコルムに仕えている。性格は冷酷で敵を嬲り殺すことを好み、敵国の少年達を捕らえては裸に剥いてハーレムにして弄んでいる。アマツ侵略では参謀長を務め、セイトに淫呪をかけた張本人。
その正体は本国の占星師、ヴェラ・フラウの手先であり、コルムを洗脳して陰で暗躍していた。
キルシュ声：深井晴花
ブレビス皇帝直属のアークテンプル南帝騎士団団長で、コルムに幼き頃より仕え、国民に慕われているコルムに厚き忠誠を誓う女将校。狡猾な性格でコルムの障害となる者は徹底して排除し、その為ならあえて手段を選ばない。プレッツェルとは仲が悪く、作中でも度々衝突をする。
カナデ・コーネル声：西田こむぎ
ブレビスの将校であり、トウカ・カドクラの一人娘。
元々剣技ではなく機械いじりが好きだったため、戦争がはじまる数年前に父親でブレビス人外交官のディルク・コーネルと共にブレビスへ渡り、ヴァーラルの名匠コール・モアの元で修行をして才能を発揮、ブレビス軍のヴァーラル整備兵に入隊し実力で将校にまで登りつめた。
その後戦争が始まり（その時に父親は戦争に異議を申し立てたため、捕らえられて収容所で憤死した）アマツ駐屯部隊隊長兼ミカゲ領主に配属され両国の狭間で苦悩するが、セイトとトウカの説得の末ブレビスを離反、その後は鎧操鬼とティラウ・アティウスの整備主任になり、アマツ復興後は鎧操鬼の量産や研究の他、アマツの防衛を担当する事となる。
マグニス
プレッツェルの部下で、少年達を捕らえてはプレッツェルに献上している。
贅肉のついた巨漢で頭は悪く、時折プレッツェルに折檻されている。本人はいつの日には見下してやろうと思っているが、その策を考えるだけの知恵を持っていない。
トウカ個人編では逆恨みから魔物を率い復讐しようとするが、頭の悪さから指揮統率がとれていないところを突かれて全滅、やけくそになり、命を賭してたまたま本拠地の洞窟内で封印されていた超弩級自走魔導兵器「バルバド」を再起動させた。
サーバント
プレッツェルの部下で自称「快楽の魔術師」。主に幻術系の魔法を使う他、一突きでもしたら最後、魂を破壊する短剣「ソウル・ブレイカー」や、一度首輪を付けたら最後、体の自由を奪われる呪器「フェンリルの首輪」を使う。宗教都市・トヨタマにてセイト一行を待ち構え追い詰めるも、最後はゲンジにより無残な最期を迎える。

### その他
リッド声：金田まひる
アマツ近海で幅を利かせていた海賊王の娘で、本人も自分の船を所有している。
プレッツェルに船を破壊され復讐に燃えており、旅先で出会ったセイトの強さに惚れ、会うたび勝負をふっかけてくる。
父親である海賊王から船を借りてからは、セイト一行の旅の手助けをする。
オウラン声：紫苑みやび
セイト一行が旅先立ち寄った温泉街の賭博場を経営していた女性。誰にも就かず、優れた金策と女の武器で今まで渡り歩いていたが、ゲンジに抱かれ、ゲンジを「漢」として屈してからは、セイト一行のために優れた金策を駆使し、資金繰りに困っていたナクル村に鎧操鬼の資金を提供していた。
ゲンジの「本心」を理解していた数少ない女性で、ゲンジと「地獄で逢おう」と誓い合い、それ以降ゲンジの悲願である「アマツの平和」のためにナクル村でゲンユウの元、翡の国などに渡り諜報活動などをして外交を有利にしようと働きかけ、アマツを見守りながら余生を送る事にした。
ゲンユウ
ナクル村の長老でサヤとサクヤの祖父代わりみたいな存在。タチバナ皇家とも付き合いがあり、間者としてイスミを遣わしたりした。
実はナクル村の村民は300年前に滅んだ錬金術師の街「悠厳」の子孫で、長い間アマツ製ヴァーラル「鎧操鬼」を保管・整備をしていた（サヤとサクヤには今まで隠し通していた）。「粛正鬼」の通り名があり、ゲンジを殺害したのも彼で、ゲンジの「真意」を知ってからは、贖罪の意味も兼ねて裏の世界からアマツを見守っていた。息子が一人いて、ゴーレム技術の見聞を広げようと世界を放浪しており、作中では翡の国に滞在している事が明らかになる。
陣風丸
トウカの甲冑で魔族の身体で作られたため意思を持つ。普段は亀のような形をして宙に浮いている。戦闘時になると甲冑に変化してトウカに装着するが、トウカ自身あまり着る事がない。
元々は300年前に鎧操鬼の変形兵器として開発されたものだが、効率が悪く実用は断念され、トウカの先祖が鎧に改造した。トウカ個人編では聖銃の力を変換し、ティラウ・アティウスの「光の剣」になった。
性格はちょっとスケベでお調子者だが、セイト達への忠義は厚い。
白吉
道中立ち寄った街で出会う白い鼠で陣風丸の子分。鼠ながらに屋根裏などで情報収集をする。
イスミ・クサカ声：大波こなみ
ナクル村の長老・ゲンユウがセイト一行に送った間者。真面目な性格で、物陰からセイトたちの無事を見守っている。
エリザ声：西田こむぎ
セイト一行に度々姿を現し、幾たびも行く手を阻みセイトに闘いを挑む正体不明の女剣士。
その正体は300年前から聖銃のひとつ「金狼」を護る「守護者」の末裔であり、ゲンユウとも繋がりがある。5丁の聖銃を制御できるほどの力があるかとセイトを試し、最終決戦でセイトに金狼を託した。
唐我 梅暗（カラガ・バイアン）
ナツメ個人編に登場。300年前の町「悠厳（ユウゲン）」に住む女性の錬金術師で、民に絶大な発言力があり、剣術の才もある。
セイトとナツメが時間転移し、「翡天戦争」の最中に出会い、翡の国が攻めてきた時にティラウ・アティウスで殲滅したがその直後に機能を停止、唐我の案によりティラウ・アティウスを再起動させる事に成功し、元の時代に戻る事に成功した。
実は彼女こそがアマツ製ヴァーラル「鎧操鬼」、そしてヘル＝ゲートを守護する「精霊機」を模範にして擬似精霊機「聖銃機・ティラウ・アティウス」を創造した女性である。
本来ならば「翡天戦争」の数年後に完成する予定だったが、これがきっかけでティラウ・アティウスが完成したという時間修正が発生、その後は機械と魔法の融合した文明が発展し、ブレビスの侵略も聖銃機や、鎧操鬼の発展型「鎧操機」により壊滅させたと子孫で八代目梅暗の「アヤメ・ホソカワ・梅暗」が語った。
ヴェラ・フラウ
『マジカルウィッチアカデミー』のヴェラ・フラウを参照。

## ヴァーラル
この時代には世界の魔力が一時期減退した代わりに機械文明が発達している。そのひとつの「ゴーレム技術」による身長7・8mの人型汎用兵器の総称である。
魔獣の肉体を「素体」にし、動力源とする核「魔法球」に魔力のひとつ「エーテル・マテリアル」を蓄積する事により機動するが（一度蓄積すると数十年間は稼動できる）、稀に魔術師の魔力により強大な力を発揮する「魔導器」も存在する。

### ブレビス製ヴァーラル
「力」と「堅牢」を設計思想とし、攻撃力と防御力を重視しているのが特徴。その反面装甲を厚くしている分機動性が高くないのが短所である。
- オーロック
汎用機｡
- ブルトマルティス
上位機。オーロックに比べ動きが早い。オーロックが爪三本に対し、五本指で器用に物が掴めるのも特徴。
- バステト･カナーダー
カナデが設計・製造したカナデ専用機。ブルトマルティスよりも機動性が高いがその分装甲が薄く、両手の爪と尻尾の先にある針が武器。
- ジークリンデ
ブルトマルティスを改良したキルシュ専用機。キルシュの力量とあいまって高い戦闘力を持つ。

### アマツ製ヴァーラル
鎧操鬼
300年前に翡の国とアマツの戦争「翡天戦争」の折、ユウゲンの天才錬金術師・梅暗によって設計・製造されたヴァーラル。人間に近い動きを設計思想とし、装甲を薄くする事により機動性が高いのが特徴。しかし防御力が低いのが短所。「無垢な力故に危険」として永い間、ユウゲンの子孫であるナクル村民にて管理・整備されていた。
- 綿津見（わだつみ）
汎用機。
- 九皇（くおう）
上位機。
- 夜叉皇（やしゃおう）
エリザ専用機。隠密行動用に設計された鎧操鬼で装甲が極めて薄い分動きが機敏な他、両肩部に装備された「濃霧発生装置」で濃霧を発生させる事により相手の視野を遮らせる事ができる。

ティラウ・アティウス
梅暗がユウゲンのヘル＝ゲートを守護していた精霊王の機体「精霊機」を基本に製造していた「擬似精霊機『聖銃機』」。5丁の聖銃の力の源である魔力のひとつ「レアエレメンタル」を操縦席のスロットに装着する事により莫大な力を発揮する事ができるが、それを制御できるだけの精神力が必要であり、代々魂にヘル＝ゲートを宿しているタチバナ皇家の男でしか制御する事が出来ない。
空を自在に飛行でき、実刀を装備の他、背部に装備された五つの聖銃の力を変換して発射する決戦魔導武器「アルスマグナ」により山ひとつ消滅させる事ができる。
アマツを取り戻した後は遷都の地下格納庫に皇家専用機として厳重に保管、トウカ個人編ではカナデの手により様々な改良を加えられた。
不死鎧操鬼
残骸となった鎧操鬼の魔法球に怨霊が憑り付く事により稼動する鎧操鬼。魔法球を破壊するか、怨霊を浄化しない限り機体が損傷しても襲い掛かる。300年前の「翡天戦争」の時に瘴気弾により腐敗したユウゲン湿地帯のヘル＝ゲート付近を守っていた鎧操鬼の残骸に憑依していた。

### 魔導器
魔術師の魔力により強大な力を発揮する事ができる大型兵器。
- グルヴェイグ
プレッツェル専用魔導器。巨大な機体で無数の触手を操り、数門のビーム砲を持つ。
- バルバド
トウカ個人編に登場。太古の昔に存在した超弩級自走魔導兵器。桁外れな巨体を持ち、瘴気を放ちながら移動、頭部に山をも蒸発させる超出力のビーム砲一門を装備し、ティラウ・アティウスのアルスマグナですら受け付けない対光学兵器用鏡面シールドを展開する。太古にアマツで暴走していたのを当時の術者達がオズノ山の火口に封印したが、マグニスが絶命する瞬間に己の魂を生贄にした事で封印が解かれた。
- 禁牙拉
サヤ個人編に登場。不死鎧操鬼のひとつで竜の形をしており、ユウゲン湿地帯の邪神を崇める邪教の教祖が己の肉体を生贄に捧げ、魂を魔法球と同化させた事により起動した。
口からあらゆる物を腐敗・溶解させる液体を吐き、翼で空を飛行する事ができる他、桁外れな再生力を持ち、その再生力はアルスマグナの直撃を受けても瞬く間に再生するほどである。